# Xanthorhoe septentrionalis
Xanthorhoe septentrionalis är en fjärilsart som beskrevs av Franz Dannehl 1933. Xanthorhoe septentrionalis ingår i släktet Xanthorhoe och familjen mätare. Inga underarter finns listade i Catalogue of Life.